# 夕張リゾート
夕張リゾート株式会社（ゆうばりリゾート）は、北海道夕張市に本社を置く企業である。新型コロナウイルスの流行による利用客の減少が続き、事業継続は困難になったとして2020年12月24日に破産の申し立てを行うことを発表し、2021年2月1日に破産手続開始決定を受けた。

## 指定管理者受託と返上
加森観光が、財政破綻した夕張市の観光施設の指定管理者を一括受託し、それにあたって2007年2月28日に設立。同年4月27日に受託した施設の営業を再開した。
2008年10月末に、改修などに費用を要し営業続行のリスクが高いとして、「夕張鹿鳴館」「SL館」「知られざる世界の動物館」（「世界のはくせい館」）の3つの施設について指定管理者を返上した。夕張市と同社の協定では、市側に負担がない代わりに夕張リゾート側には施設返還の制約がないためであると報じられている。

## その後の施設の動向
返上された市側には運営の余力はなかったため三施設とも直ちに閉鎖となった。2009年4月1日から三施設について貸与・譲渡を希望する民間事業者の募集が行われ、「夕張鹿鳴館」については同月末に小樽市の廃棄物処理業者「テクノ」に無償譲渡されることが決まった。同年6月から補修工事を行い、2011年5月27日、宿泊施設・レストランなどを備えた新施設として再開業。2011年10月には国の登録有形文化財となった。
1983年に開館した「知られざる世界の動物館」については、市が大分市高崎山世界鳥獣館「フォーナランド」（大分市営。1982年閉館）に展示されていたものや、市に寄贈した元の所蔵者が各地から買い集めたらしい哺乳類・鳥類・両生類の剥製が多数あったが、その多くは高額のものでも1体数千円程度の価値しかなかった（市は開館時にこれらを大分市などから総額約9600万円で購入した）。一方希少種のアジアゾウ・クロサイ・クロヒョウ・ベンガルトラ・ホッキョクグマなど「種の保存法」により一般への売買・譲渡が禁止されており値段自体が付かない動物の剥製も約70体あったため、民間事業者との取引は不可能となっていた。市は対応に苦慮、交流のある東京都に相談していたが、学術研究機関として法令でそれら剥製の譲渡が認められている国立科学博物館が夕張市側の苦境を知り受け入れを申し出たため、剥製641体については同館に無償譲渡された。これらは同館の剥製標本コレクションの一部となり、展示・研究・教育用の資料として活用されている。2013年には特別展「グレートジャーニー人類の旅」にてホッキョクグマやワモンアザラシの剥製などが公開された。その後もたびたび展示されており、2019年の特別展「大哺乳類展2-みんなの生き残り作戦」でもホッキョクグマの剥製など多数が公開されている。「知られざる世界の動物館」には夕張周辺に生息しているものを中心とした昆虫標本も多数あったが、これについては1万円を超える値段が付いたものもあり、ネットオークションにかけられ売却された。「知られざる世界の動物館」の建物は夕張市武徳殿として建てられたものを改造したもので、炭鉱全盛時代の建築物の一つであったが、「知られざる世界の動物館」閉館後は廃墟同然の状態となり、屋根等の傷みが激しかったことから、2013年6月、解体された。
開館当初娯楽・観光施設扱いであった「SL館」については、閉館とはなったものの鉄道遺産保存活動団体「三菱大夕張鉄道保存会」の運営により、2009年以降数度にわたって特別無料公開されるなどしており、廃墟化は免れている。保存されている夕張鉄道や三菱大夕張鉄道の蒸気機関車や客車、その他鉄道関連資史料について郷土史における学術的価値が認められることから、2013年に「郷土文化施設」となり、観光施設から文化施設に行政上の扱いを変更、夕張市石炭博物館の付属施設として存続させる方向となった。博物館扱いとなり国からの補助金が得られる見通しとなり、市が改修し再開館する方針とされていたが、その後も再開は行われておらず一般公開は三菱大夕張鉄道保存会が毎年2月に行う「雪下ろしツアー」参加者のみに限られる。

## 元大夕張リゾートほか
2017年2月、加森観光の運営が3月末で満了するのを前に中国系の元大リアルエステートへの4施設売却を発表。買収額は2億4000万円で、同年4月に現地法人「元大夕張リゾート」を発足させ加森観光からリゾート施設の運営を継承し、夕張リゾートは元大夕張リゾートの傘下となり従業員も引き継いだうえで、中国やアジアからの集客を見据えたリゾート開発を目指すとしていた。このほか8月には加森観光時代に営業権を返上した後2015年より休業していた夕張鹿鳴館を買収。施設の補修関連に数千万円単位を支払った。

## 破産手続開始
その後、2019年には、施設の老朽化によるコストの増大や従業員の退職が相次ぎ大型投資も困難として、夕張鹿鳴館を除く3宿泊施設とマウントレースイを3月31日付で約15億円で香港系ファンドに売却。元大リアルエステートは夕張鹿鳴館の所有を続け周辺での別荘開発を進める方針としており、売却後も鹿鳴館以外の3施設の従業員の雇用は継続されているが2019年7月時点では鹿鳴館の営業再開には至っておらずマウントレースイの改修費3500万円や鹿鳴館の改修費1800万円について孫請け業者への未払い問題が発覚している。
なお、元大から施設を買収した香港系ファンドは、運営会社である夕張リゾートを2020年12月に営業停止、廃業、破産の申し立てを行った。夕張リゾートは、2021年2月1日に札幌地方裁判所から破産手続開始決定を受けた。負債総額は約5億円。
夕張リゾートは2022年4月18日に法人格が消滅した。

## 営業再開へ
施設をもつ香港系ファンド会社は、2021年9月に新たな運営会社である「夕張リゾートオペレーション」と契約。「夕張マウントレースイスキー場」と「合宿のやどひまわり」を営業再開を決定、同年12月19日にプレオープンした。

## 運営施設一覧
- マウントレースイスキー場
- ホテルマウントレースイ
- ゆうばりホテルシューパロ
- 合宿の宿ひまわり（旧・北海道夕張北高等学校校舎を使用　夕張市運営時代はファミリースクールひまわりと呼称した）
- 夕張鹿鳴館 - 「元大夕張鹿鳴館」が運営（見学のみ）

### 夕張市から管理運営を受託された施設
- 夕張市美術館

2012年2月23日積雪により倒壊し7月31日に廃館の方針が示される。2013年8月、夕張リゾートが市に損害額約8500万円の弁済を2013年度中に行うことが決まったことを受け、同年9月に市議会本会議にて美術館設置条例の廃止が可決され廃館となった。
- 幸福の黄色いハンカチ想い出ひろば - 2016年度以降はNPO「ゆうばりファンタ」が運営。
- 石炭の歴史村内施設 - 2015年管理返上
  - 夕張市石炭博物館 - 2015年管理返上、夕張市直営を経て2018年度よりNPO「炭鉱の記憶推進事業団」が運営。
  - 炭鉱（やまの）生活館 - 2015年解体
  - ゆうばり化石館
  - 「北の零年」希望の杜
  - ファミリーキャンプ場 - 2013年以降営業停止

### 夕張ドキュメンタリーツアー
夕張市の財政破綻の原因となった観光施設や破綻の影響で規模を縮小した公共施設を巡り負の遺産をビジネスに生かす異色のツアーで（一種のダークツーリズム）、反面教師として全国の同じ問題を抱える地方自治体などに人気がある。その後ネクスト夕張ハルクス（旧・ネクスト夕張）の運営により2018年からは「夕張未来ツアー」のツアー名に変更。

## テレビ番組
- 日経スペシャル ガイアの夜明け 公共サービスのなくなる日 「～ 夕張再生へ 立ち上がる住民たち ～」（2007年6月26日、テレビ東京）[19] - 加森観光による観光施設の立て直しを取材。